# Saně na Zimních olympijských hrách 2014
Závody na saních na Zimních olympijských hrách 2014 probíhaly od 8. do 13. února 2014 na dráze sáňkařského centra Sanki nedaleko Krasné Poljany.

## Přehled
Na Zimních olympijských hrách 2014 v Soči byly na programu celkem čtyři finálové soutěže. Muži a ženy absolvovali individuální závod jednotlivců, muži dále závod dvojic. Na programu byla také smíšená týmová štafeta sestávající z individuálních závodů mužů a žen a ze závodu dvojic mužů. V březnu 2011 oznámil Mezinárodní olympijský výbor, že bude do olympijského programu nově zařazena smíšená týmová štafeta, která se tak v olympijském programu objevila poprvé v historii.

## Program
Program podle oficiálních stránek.
| Den   | Datum          | Zahájení (UTC+4) | Zahájení (SEČ) | Závod                                |
| ----- | -------------- | ---------------- | -------------- | ------------------------------------ |
| den 2 | 8. února 2014  | 18:30            | 15:30          | individuální závod mužů, jízdy 1 a 2 |
| den 3 | 9. února 2014  | 18:30            | 15:30          | individuální závod mužů, jízdy 3 a 4 |
| den 4 | 10. února 2014 | 18:45            | 15:45          | individuální závod žen, jízdy 1 a 2  |
| den 5 | 11. února 2014 | 18:30            | 15:30          | individuální závod žen, jízdy 3 a 4  |
| den 6 | 12. února 2014 | 18:15            | 15:15          | dvojice mužů, jízdy 1 a 2            |
| den 7 | 13. února 2014 | 20:15            | 17:15          | týmová štafeta                       |

## Přehled medailí
| Pořadí | Země                         | Zlato | Stříbro | Bronz | Celkově |
| ------ | ---------------------------- | ----- | ------- | ----- | ------- |
| 1.     | Německo (GER)                | 4     | 1       | 0     | 5       |
| 2.     | Rusko (RUS)                  | 0     | 2       | 0     | 2       |
| 3.     | Rakousko (AUT)               | 0     | 1       | 0     | 1       |
| 4.     | Lotyšsko (LAT)               | 0     | 0       | 2     | 2       |
| 5.     | Itálie (ITA)                 | 0     | 0       | 1     | 1       |
| 5.     | Spojené státy americké (USA) | 0     | 0       | 1     | 1       |
|        | Total                        | 4     | 4       | 4     | 12      |

## Medailisté

### Muži
| Disciplína  | Zlato                                      | Výkon    | Stříbro                                           | Výkon    | Bronz                                     | Výkon    |
| ----------- | ------------------------------------------ | -------- | ------------------------------------------------- | -------- | ----------------------------------------- | -------- |
| jednotlivci | Felix Loch · Německo (GER)                 | 3:27,526 | Albert Děmčenko · Rusko (RUS)                     | 3:28,002 | Armin Zöggeler · Itálie (ITA)             | 3:28,797 |
| dvojice     | Německo (GER) · Tobias Arlt · Tobias Wendl | 1:38,933 | Rakousko (AUT) · Andreas Linger · Wolfgang Linger | 1:39,455 | Lotyšsko (LAT) · Andris Šics · Juris Šics | 1:39,790 |

### Ženy
| Disciplína    | Zlato                                   | Výkon    | Stříbro                           | Výkon    | Bronz                                         | Výkon    |
| ------------- | --------------------------------------- | -------- | --------------------------------- | -------- | --------------------------------------------- | -------- |
| jednotlivkyně | Natalie Geisenbergerová · Německo (GER) | 3:19,768 | Tatjana Hüfnerová · Německo (GER) | 3:20,907 | Erin Hamlinová · Spojené státy americké (USA) | 3:21,145 |

### Týmová štafeta
| Disciplína     | Zlato                                                                             | Výkon    | Stříbro                                                                                   | Výkon    | Bronz                                                                         | Výkon    |
| -------------- | --------------------------------------------------------------------------------- | -------- | ----------------------------------------------------------------------------------------- | -------- | ----------------------------------------------------------------------------- | -------- |
| týmová štafeta | Německo (GER) · Natalie Geisenbergerová · Felix Loch · Tobias Arlt · Tobias Wendl | 2:45,649 | Rusko (RUS) · Taťjana Ivanovová · Albert Děmčenko · Alexandr Denisjev · Vladislav Antonov | 2:46,679 | Lotyšsko (LAT) · Elīza Tīrumaová · Mārtiņš Rubenis · Andris Šics · Juris Šics | 2:47,295 |

## Kvalifikace
Na Zimních olympijských hrách 2014 byla stanovena kvóta 110 startujících závodníků. Každý národní olympijský výbor mohlo reprezentovat nejvýše 10 závodníků. Kvóty jednotlivým zemím byly přidělovány podle umístění ve světovém žebříčku v období od 1. listopadu 2012 do 31. prosince 2013.